# Donald Wood Taylor
Donald Wood Taylor (* 1900 in Worcester (Massachusetts); † 24. Dezember 1955 in Arlington (Massachusetts)) war ein US-amerikanischer Geotechniker und Professor am Massachusetts Institute of Technology (MIT).
Taylor machte 1922 seinen Abschluss als Bauingenieur am Worcester Polytechnic Institute. Danach war er neun Jahre zuerst als Ingenieur beim US Coastal and Geodetic Survey und danach beim Stromkonzern New England Power Association. Ab 1932 war er am MIT, wo er als Professor bis zu seinem vorzeitigen Tod 1955 blieb. Kurz vorher wurde er für die Präsidentschaft der Boston Society of Civil Engineers nominiert. 1948 bis 1953 war er Sekretär der International Society for Soil Mechanics and Foundations Engineering.
Er beschäftigte sich speziell mit Konsolidierung, Böschungsstabilität, Scherwiderstand bindiger Böden (mit Kohäsion) und schrieb ein seinerzeit in den USA bekanntes Lehrbuch der Bodenmechanik.
Zu seinen Schülern gehört T. William Lambe, ebenfalls am MIT.